# Jarnages
Jarnages är en kommun i departementet Creuse i regionen Nouvelle-Aquitaine i de centrala delarna av Frankrike. Kommunen ligger i kantonen Jarnages som tillhör arrondissementet Guéret. År 2022 hade Jarnages 477 invånare.

## Befolkningsutveckling
Antalet invånare i kommunen Jarnages
Referens:INSEE